# Kore wa Zombie Desu ka?
Kore wa Zombie Desu ka? (japanisch これはゾンビですか?), dt. „Ist das ein Zombie?“, auch als Koreha Zombie Desuka? romanisiert oder offiziell abgekürzt als Korezom (これゾン) bezeichnet, ist eine von Shin’ichi Kimura geschriebene Light-Novel-Reihe, die mit Illustrationen von Kobuichi und Muririn versehen ist.
Der erste Band der Reihe, die noch immer fortgesetzt wird, erschien im Januar 2009 bei Fujimi Shobō. Die Romanreihe erzählt die Geschichte des Schülers Ayumu, der von einem Serienmörder umgebracht und von der Totenbeschwörerin Eucliwood als Zombie wiederbelebt wurde. Seitdem verfolgt er das Ziel, seinen Mörder unschädlich zu machen, muss sich aber zugleich mit den Nebenwirkungen des Daseins als Zombie und den Mädchen, die sich in seiner Wohnung breit machen, herumschlagen.
Aufbauend auf der Light-Novel-Reihe entstanden gleichnamige Adaptionen als Manga und Anime-Fernsehserie.

## Handlung

### Vorgeschichte
Die Vorgeschichte zu den Ereignissen der Romanreihe wird jeweils nur in Rückblenden erklärt. Sie beginnt an einem nicht näher bestimmten Zeitpunkt in der Vergangenheit, als Ayumu Aikawa noch ein normaler Schüler ist und ein Serienmörder in der Stadt sein Unwesen treibt. Während dieser Zeit trifft Ayumu auf die vor einem Geschäft sitzende Totenbeschwörerin Eucliwood Hellscythe, mit der er ein Gespräch anfangen will. Doch sehr schnell findet er heraus, dass Yū, wie Eucliwood abgekürzt bezeichnet wird, nicht spricht und ihm stets auf einem Notizblock ihre Antworten aufschreibt. Dabei baut sich zwischen beiden eine gewisse Freundschaft auf, jedoch müssen beide bald wieder getrennte Wege gehen. Als Ayumu trotz der Warnungen noch spät am Abend in der Stadt unterwegs ist, bemerkt er Schreie aus einem Haus in der Nachbarschaft. Obwohl eigentlich sofort alarmiert und von Angst ergriffen, betritt er dennoch das Haus und wird von hinten mit einem Schwert erstochen.
Als er wieder zu sich kommt, befindet er sich auf einem Friedhof, wo ihm Yū erklärt, dass er gestorben sei. Sie habe ihn jedoch als Zombie wiederbelebt und er müsse von nun an ihr Diener sein. Entsprechend quartiert sie sich bei ihm ein und stellt recht unnachgiebig Forderungen, wobei sie weiterhin ihren Notizblock verwendet. Zugleich beschließt Ayumu sich auf die Suche nach seinem Mörder zu begeben, was sich jedoch als schwierig herausstellt, da er ihn nicht gesehen hat.

## Charaktere
Ayumu Aikawa (相川 歩, Aikawa Ayumu)
Auch nach seiner Verwandlung in einen Zombie kann Ayumu sein normales Leben als Oberschüler fortsetzen, da er sich äußerlich nicht verändert hat. Jedoch ergeben sich aus der Tatsache, dass er nun ein Zombie ist, zahlreiche Nebeneffekte. So ist er nahezu unsterblich und fügt sich von selbst wieder zusammen, selbst wenn er sich zwischenzeitlich zahlreiche Knochen gebrochen hat oder gar Körperteile abgetrennt wurden. Darüber hinaus kann er das volle Potential des menschlichen Körpers ausschöpfen und ist dadurch im Vergleich zu anderen Menschen wesentlich stärker. Nur seine Knochen sind eher marode, weshalb es immer wieder bei Aktionen, die viel Kraft benötigen, zu Knochenbrüchen kommt. Trotz seiner vermeintlichen Unsterblichkeit ist er jedoch in der Lage, Schmerzen zu verspüren, die aber nach kurzer Zeit nachlassen. Ebenfalls als nachteilig erweist sich der Effekt, dass er bei Sonnenschein schnell austrocknet und daher eigentlich nur noch an bewölkten, regnerischen Tagen sich im Freien bewegen kann, ohne sich unter einem Sonnen- bzw. Regenschirm verbergen zu müssen. Aber auch gegen Magie ist er immun, wobei er diese sogar absorbiert und danach selbst anwenden kann, was sich insbesondere für Haruna als Überraschung mit für sie eher unangenehmen Folgen herausstellt.
Eucliwood Hellscythe (ユークリウッド・ヘルサイズ, Yūkuriuddo Herusaizu)
Eucliwood, kurz als Yū bezeichnet, ist eine Totenbeschwörerin, deren volles Potential an Fähigkeiten im Verborgenen liegt. Sie zeigt sich zumeist introvertiert, was durch ihr beständiges Schweigen noch weiter unterstützt wird. Sie spricht nicht, weil sie sonst zaubern würde. Stattdessen macht sie sich mit aufgeschriebenen Notizen bemerkbar, in denen sie durchaus harsche Ausdrücke verwendet oder eindringliche Forderungen stellt. Nach der Wiederbelebung von Ayumu zieht sie in dessen Wohnung ein und verbringt die meiste Zeit damit, still am Kotatsu des Wohnzimmers zu sitzen und das Geschehen zu beobachten. Obwohl sie nicht spricht, taucht sie in den Vorstellungen von Ayumu immer wieder als seine heimliche Verehrerin auf, die sich dort im niedlichen Unterton als Imōto (kleine Schwester) um ihren großen Bruder kümmern würde, was aber im Widerspruch zu ihren eigentlichen Handlungen steht.
Haruna (ハルナ)
Haruna ist eine selbsterklärte Masō Shōjo (eine Anspielung auf Mahō Shōjo) und soll aus der Welt der Magie stammen. In der Tat kann sie sich in etwas Ähnliches wie ein Magical Girl verwandeln, benutzt als Waffe jedoch eine Kettensäge, die sie Mystletainn nennt. Damit befand sie sich ursprünglich auf der Jagd nach Dämonen, die sie als Megalos bezeichnet. Als weitere Analogie zum Magical Girl verwendet sie auch zahlreiche Spezialfähigkeiten bzw. Angriffstechniken, die jedoch deren Wortlaut in aller Regel nicht gerecht werden. So ist beispielsweise der Mystletainn Kick gar kein Angriff mit dem Fuß, sondern mit der Kettensäge, worüber sich selbst die gerade sterbenden Gegner noch beschweren. Darüber hinaus kann sie als durchaus rücksichtslos beschrieben werden, da sie z. B. Ayumus Tod – wäre er kein Zombie – einfach so in Kauf genommen hätte und ihn, da er im Weg war, kurzerhand ebenfalls durchtrennte. Im späteren Verlauf der Handlung zieht auch sie in die Wohnung von Ayumu ein und bereitet häufig das Frühstück, was jedoch grundsätzlich nur aus Eiern besteht, der einzigen Zutat, mit der sie umgehen kann. Dies hält Haruna jedoch nicht davon ab, sich als von sich selbst eingenommene Intelligenzbestie zu präsentieren.
Seraphim (セラフィム, Serafimu)
Seraphim, kurz Sera, ist eine Vampir-Ninja, die sehr auf ihre Fähigkeiten bedacht ist und im Umgang mit der Katana geschult ist. Dabei wird deutlich, dass Seraphim sich in die Perfektionierung der Technik Tsubame-gaeshi (燕返し, dt. „Schwalbenkonter“, bekanntgeworden durch Sasaki Kojirō, einem der berühmtesten Samurai Japans) hineinsteigert, da nahezu alles in ihrem Leben darauf fixiert ist. Ursprünglich sollte die mit üppiger Oberweite versehene Schönheit ein Gesuch an Eucliwood weiterreichen, was jedoch von Eucliwood stets abgelehnt wurde. Entsprechend ihrer Anweisung sollte sie in diesem Falle Eucliwood als Diener zu Seite stehen, was Eucliwood aber ebenfalls verneinte, da sie mit Ayumu bereits einen Diener habe. Als Seraphim feststellen muss, dass es unmöglich erscheint, Ayumu zu beseitigen, beschließt sie kurzerhand Dienerin von Ayumu zu werden. Jedoch verhält sie sich nicht wie eine Dienerin, besitzt eine scharfe Zunge und bezeichnet Ayumu wiederholt als Kuso Mushi (クソ虫, dt. „Scheißinsekt“, im Sinne von niederwertig). Als Dienerin empfindet sie es als notwendig, ebenfalls bei Ayumu zu leben, wobei sie wie ein Geist an allen möglichen Stellen des Hauses, zu ungünstigen Gelegenheiten auftaucht.

## Entstehung und Veröffentlichungen
Die Light-Novel-Reihe Kore wa Zombie Desu ka? wird von Shin’ichi Kimura geschrieben und ist mit Illustrationen von den Künstlern Kobuichi und Muririn versehen. Die erste Ausgabe erschien am 20. Januar 2009 bei Fujimi Shobō unter dem Imprint Fujimi Fantasia Bunko. Bisher (Stand: November 2013) wurden von der noch immer fortlaufenden Romanreihe in Japan 14 Ausgaben veröffentlicht.
- Bd. 01: Hai, Mashō Otome Desu. ISBN 978-4-8291-3370-5, 20. Januar 2009
Bd. 01: (はい、魔装少女です, dt. „Ja, ich bin ein Masō Shōjo“, eine Anspielung auf Mahō Shōjo)
- Bd. 02: Sō, Atashi wa Shi o Yobu Mono. ISBN 978-4-8291-3370-5, 20. Mai 2009
Bd. 02: (そう、私は死を呼ぶもの, dt. „Ja [so ist es], ich bin jemand der den Tod ruft“)
- Bd. 03: Ie, Sore wa Bakuhatsu Shimasu. ISBN 978-4-8291-3442-9, 19. September 2009
Bd. 03: (いえ、それは爆発します, dt. „Nein, das wird explodieren“)
- Bd. 04: Un, Sensei ga Saikyō Da yo! ISBN 978-4-8291-3481-8, 20. Januar 2010
Bd. 04: (うん、先生が最強だよ!, dt. „Jop, der Lehrer ist genial!“)
- Bd. 05: Ah, My Darling wa Rokudenashi. ISBN 978-4-8291-3524-2, 20. Mai 2010
Bd. 05: (ああ、マイダーリンはロクデナシ, dt. „Ah, mein Liebling ist zu nix zu gebrauchen“)
- Bd. 06: Hai, Dochira mo Yome Desu. ISBN 978-4-8291-3574-7, 20. Oktober 2010
Bd. 06: (はい、どちらも嫁です, dt. „Jawohl, beide sind meine Bräute“)
- Bd. 07: Hāi, Nemureru Chichi Desu. ISBN 978-4-8291-3605-8, 20. Januar 2011
Bd. 07: (はーい、眠れるチチです, dt. „Jaa, ich bin der schlafende Vater“)
- Bd. 08: Hai, Kisu Shite Gomennasai. ISBN 978-4-8291-3650-8 (ISBN 978-4-8291-9764-6 Sonderausgabe mit DVD), 18. Juni 2011
Bd. 08: (はい、キスしてごめんなさい, dt. „Ja, ich entschuldige mich fürs Küssen“)
- Bd. 09: Hai, Iwa(Noro)i Kimashita. ISBN 978-4-8291-3701-7, 19. November 2011
Bd. 09: (ははい、祝(呪)いに来ました, dt. „Jaa, ich bin gekommen im dir zu gratulieren (verfluchen)“)
- Bd. 10: Hai, Lovely de Charming Dakedo Atashi wa. ISBN 978-4-8291-9766-0 (ISBN 978-4-8291-3650-8 Sonderausgabe mit DVD), 19. Mai 2012
Bd. 10: (はい、ラブリーでチャーミングだけどあたしは, dt. „Ja, ich bin lieblich und charmant“)
- Bd. 11: Hai, Meringue desu. ISBN 978-4-8291-3811-3, 20. Oktober 2012
Bd. 11: (はい、メレンゲです, dt. „Ja, sie ist ein Meringue“)
- Bd. 12: Sō, Watashi wa Ai o Sakebu Mono. ISBN 978-4-8291-3858-8, 20. Februar 2013
Bd. 12: (そう、私は愛を叫ぶ者, dt. „Ja so ist es, ich bin eine Person die Liebe schreit“)
- Bd. 13: Iie, Mattaku Kioku ni Gozaimasen. ISBN 978-4-8291-3887-8, 18. Mai 2013
Bd. 13: (いいえ、全く記憶にございません, dt. „Nein, es hat überhaupt keine Erinnerungen“)
- Bd. 14: Hai, Dōse Hikikomori dakedo. ISBN 978-4-04-712916-0, 19. Oktober 2013
Bd. 14: (はい、どうせひきこもりだけど, dt. „Ja, ich bin jedenfalls ein Hikikomori, dennoch“)

## Adaptionen

### Hörspiel
Aufbauend auf der Romanreihe entstand ein Hörspiel, das von Marine Entertainment am 30. Dezember 2009 veröffentlicht wurde. Es erschien in einer regulären und einer limitierten Auflage, wovon die Erstauflage mit diversen Extras versehen war, wie etwa einem Poster, einem vom Autor Shin’ichi Kimura verfassten Booklet und einer Telefonkarte, die mit Illustrationen von Kobuichi und Muririn versehen worden war.
Das Hörspiel selbst besteht aus vier einzelnen Stücken, die von Kaoru Mizuhara (Haruna), Takuma Terashima (Ayumu), Yukari Tamura (Eucliwood), Shizuka Itō (Seraphim), Mamiko Noto (Tomonori) und Shin’ya Takahashi (Orito) gesprochen wurden.

### Manga
Von der Light Novel existieren mehrere Manga-Adaptionen in dem ebenfalls von Fujimi Shobō veröffentlichten Magazin Dragon Age. Zuerst lief von Ausgabe 2/2010 vom 9. Januar 2010 bis Ausgabe 12/2013 vom 9. November 2013 eine der Handlung als Vorlage folgenden Serie, die von Sacchie (さっち, Satchi) gezeichnet wird. Bisher (Stand: November 2012) erschien davon sieben Sammelbände der einzelnen Kapitel als (Tankōbon):
- Bd. 1: ISBN 978-4-04-712679-4, 9. August 2010.
- Bd. 2: ISBN 978-4-04-712707-4, 8. Januar 2011.
- Bd. 3: ISBN 978-4-04-712735-7, 8. Juli 2011.
- Bd. 4: ISBN 978-4-04-712763-0, 8. Dezember 2011.
- Bd. 5: ISBN 978-4-04-712796-8, 9. Mai 2012.
- Bd. 6: ISBN 978-4-04-712838-5, 9. November 2012 (normal), ISBN 978-4-04-712806-4, 19. Oktober 2012 (limitiert mit DVD)
- Bd. 7: ISBN 978-4-04-712870-5, 9. Mai 2013

Der abschließende achte Band wurde für den 9. Dezember 2013 (ISBN 978-4-04-712963-4) angekündigt.
Auf Englisch erscheint der Manga seit März 2012 bei Yen Press.
In der Dragon Age lief zudem von Ausgabe 7/2010 (9. Juni 2010) bis 5/2011 (9. April 2011) lief der Yonkoma-Manga Kore wa Zombie Desu ka? Hai, 4-koma Fūmi Desu. (これはゾンビですか? はい,4コマ風味です., „Das ist ein Zombie? Ja, im 4-koma-Stil.“) von Mūba (むうば). Dieser erschien erneut am 9. April 2011 im Sammelband Kore wa Zombie Desu ka? Hai, Mega Mori mashimashi Desu. (これはゾンビですか? はい、メガ盛りマシマシです, ISBN 978-4-04-712719-7).
Daneben läuft in Kadokawa Shotens Magazin Comp-Ace seit Ausgabe 12/2010 vom 9. November 2010 Kore wa Zombie Desu ka? Hai, Anata no Yome Desu. (これはゾンビですか? はい、アナタの嫁です., „Das ist ein Zombie? Ja, ich bin deine Braut.“) von Ryō Hasemi (長谷見亮). Letzterer wurde bisher (Stand: November 2013) ebenfalls in fünf Sammelbänden zusammengefasst:
- Bd. 1: ISBN 978-4-04-715661-6, 10. März 2011.
- Bd. 2: ISBN 978-4-04-715784-2, 22. September 2011.
- Bd. 3: ISBN 978-4-04-120204-3, 26. April 2012.
- Bd. 4: ISBN 978-4-04-120441-2, 26. Oktober 2012.
- Bd. 5: ISBN 978-4-04-120696-6, 25. Mai 2013.

In der 4-Koma Nano Ace des Verlags Kadokawa Shoten lief von Vol. 1 bis Vol. 10 (9. März 2011 bis 9. Februar 2012) ein weiterer Yonkoma-Manga namens Kore wa Zombie Desu ka? Iie, tte ka Kore Dare!? (これはゾンビですか? いいえ、ってかコレ誰!?) gezeichnet von Satoru Matsubayashi. Das Abschlusskapitel erschien jedoch in der Shōnen Ace 4/2012 vom 25. Februar 2012. Der Sammelband erschien am 26. März 2012, ISBN 978-4-04-120161-9.
In der Age Premium Vol. 1 (3. August 2012) läuft zudem der Manga Kore wa Zombie Desu ka? Hai, Metcha 4-koma Desu. (これはゾンビですか? はい、めっちゃ4コマです.) von Ara Kadose.

### Anime
Ebenfalls der Vorlage folgend entstand im Animationsstudio Studio Deen unter der Regie von Takaomi Kanasaki die gleichnamige Anime-Fernsehserie Kore wa Zombie Desu ka?. Kanasaki war ebenso für die Herausarbeitung des Drehbuchs zuständig. Die Leitung der Animation übernahmen dabei Hirofumi Morimoto und Yūko Yahiro. Die künstlerische Leitung hatte Kei Ichikura inne. Shinobu Tagashira leitete das Charakterdesign ausgehend von den Zeichnungen der Romanreihe und war darüber hinaus für die Erstellung des Vor- und Abspanns als Regisseur der Animation zuständig. Die Musik der Serie wurde von Shinji Kakijima komponiert und arrangiert, der im Auftrag von Flying Dog engagiert wurde.
Einige der Aufgaben ließ das Studio von anderen Vertragspartnern erledigen. So war beispielsweise Umidori für die Erstellung der 3D-Grafiken zuständig und Studio Easter für die Hintergrundgrafiken. Ebenso wurden mehrere weitere Studios an der Animation beteiligt. So war Studio Liberty für die Erstellung von Schlüsselbildern verantwortlich, während zahlreiche weitere Studios an der Erstellung der In-Between-Animationen beteiligt waren.
Die Erstausstrahlung der auf zwölf Folgen angesetzten Serie begann nach Mitternacht am 11. Januar 2011 (und damit am vorherigen Fernsehtag) auf TV Saitama. Innerhalb der nächsten Stunde begann die Ausstrahlung ebenfalls auf den Sendern GBS, Chiba TV und Sun TV. Am Folgetag lief die Serie auf KBS, Mie Television und Tokyo MX an. Innerhalb der nächsten Woche folgten noch die Sender TV Kanagawa, TVQ Kyushu, Smile Channel und AT-X. Außerhalb Japans wurde die Serie von Crunchyroll mit englischen Untertiteln als Stream angeboten. Die letzte Folge der ersten Staffel wurde erstmals am 31. März 2011 ausgestrahlt. Das späte Datum, der eigentlich wöchentlich ausgestrahlten Serie, erklärt sich durch das Tōhoku-Erdbeben, in dessen Folge die Ausstrahlung der 10. Folge sich verzögerte.
Eine ergänzende dreizehnte Folge wurde für den Sommer 2011 als Original Video Animation vorgesehen, die zusammen mit der achten Ausgabe der Light-Novel-Reihe am 10. Juni 2011 veröffentlicht wurde.
Die zweite Staffel Kore wa Zombie Desu ka? of the Dead (これはゾンビですか? オブ・ザ・デッド, Kore wa Zombi Desu ka? obu za Deddo) lief vom 5. April bis 7. Juni 2012 nach Mitternacht auf Tokyo MX und mit bis zu einer Woche Versatz auf TVQ Kyushu, Sun TV, GBS, Mie TV, BS11, Chiba TV, TV Saitama, TV Kanagawa und AT-X. Von der Staffel liefen 10 Folgen im Fernsehen, eine Folge 0 war dem 10. Romanband beigelegt und eine 11. Folge dem sechsten Mangaband.
Animoon lizenzierte die erste Staffel für den deutschsprachigen Markt die zwischen 5. Juli und 20. September 2019 unter dem Titel Is This A Zombie? erschien.

#### Synchronisation
Eine Besonderheit bei der Synchronisation der Serie ist ergibt sich daraus, dass Eucliwood Hellscythe erstmals in Folge 11 mit Ayumu spricht. Da Ayumu nicht ihre echte Stimme kennt, stellt er sich diese vor, aber mit Abweichungen, wobei dafür in den einzelnen Folgen unterschiedliche Synchronsprecher verwendet werden.
| Rolle                | japanischer Sprecher (Seiyū) | deutscher Sprecher |
| -------------------- | --- | ------------------ |
| Ayumu Aikawa         | Junji Majima | Lasse Dreyer       |
| Haruna               | Iori Nomizu | Anna Gamburg       |
| Eucliwood Hellscythe | Midori Tsukiyama (Hauptstimme) Kotono Mitsuishi (Folge 1) Mika Kanai (Folge 2) Tomoko Kaneda (Folge 3) Yūko Minaguchi (Folge 4) Satomi Kōrogi (Folge 5) Sakura Tange (Folge 6) Yuki Matsuoka (Folge 7) Noriko Hidaka (Folge 8) Fumi Hirano (Folge 13) | Isabella Vinet     |
| Seraphim             | Yōko Hikasa | Christina Wöllner  |
| Tomonori             | Hisako Kanemoto | Magdalena Höfner   |
| Orito                | Hiroyuki Yoshino | Philip Süß         |
| Taeko Hiramatsu      | Rie Yamaguchi | Moira May          |
| Kyōko                | Noriko Shitaya | Anni C. Salander   |

#### Musik
Der Vorspann der ersten Staffel wurde von dem Titel Ma-Ka-Se-Te Tonight (魔・カ・セ・テ Tonight, gesprochen „Verlass-dich-auf-mich heute Nacht“, geschrieben: „Verwandlung in einen Dämonen heute Nacht“) begleitet, der von Iori Nomizu, der Sprecherin von Haruna, interpretiert wurde. Der Abspann verwendete den Titel Kizuite Zombie-sama, Watashi wa Classmate Desu (気づいてゾンビさま、私はクラスメイトです, dt. „Bemerke es, Herr Zombie: ich bin deine Klassenkameradin“). Er wurde von Rie Yamaguchi zusammen mit Manzo interpretiert. Manzo übernahm darüber hinaus die Komposition und das Arrangement beider Stücke, die am 9. Februar 2011 unter dem Label Flying Dog als Singles veröffentlicht wurden.
Die zweite Staffel verwendete im Vorspann *** Passionato (*** パショナート, *** Pashonāto) gesungen von Iori Nomizu und im Abspann Koi no Beginner Nandesu (T_T) (恋のビギナーなんです (T_T)) gesungen von Rie Yamaguchi. Beide wurden von manzo komponiert und arrangiert und der Vorspann auch von ihm getextet, während der Text zum Abspanntitel von Rie Yamaguchi selbst stammt. Beide Titel wurden am 25. April 2012 je als Single bei Flying Dog veröffentlicht.